# سنگ‌چشم سرگنده

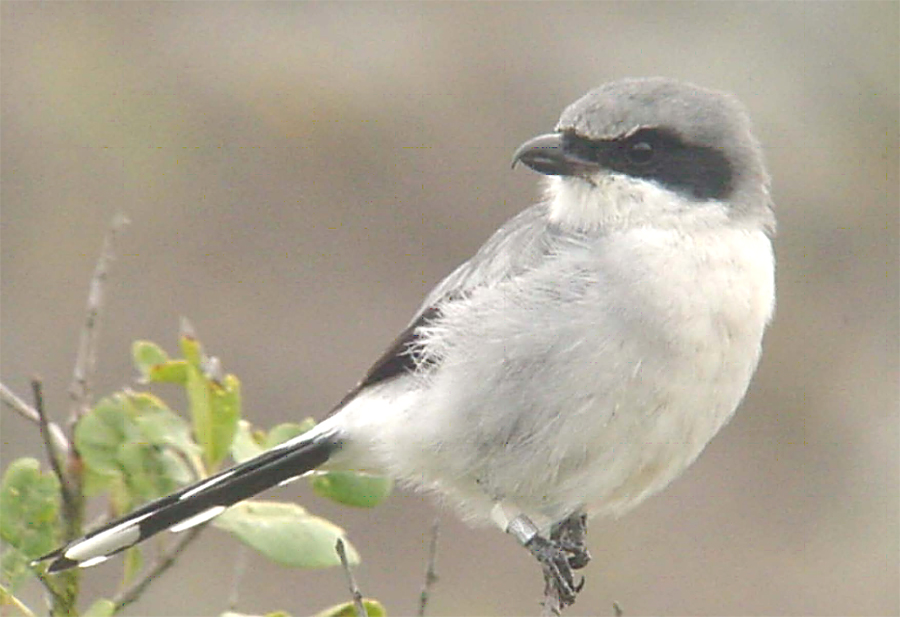
نمونه از سان کلمنت

سنگ‌چشم سرگنده (نام علمی: Lanius ludovicianus) نام یک گونه از سرده سنگ‌چشم‌های معمولی است.